# バナナ最中
バナナ最中（バナナもなか）は、青森県・秋田県の和菓子、土産菓子。
津軽地方発祥のバナナを模した菓子である。

## 概要
- バナナ最中は、バナナの香料を混ぜた白餡を包んだ最中で、形状もバナナに似せている。香料にバナナエッセンスを使用しているが、実際にバナナが含まれている訳ではない。

## 開発由来
- バナナ最中を考案した当時（昭和初期）、バナナは、大変高価な果物で入手しにくく、バナナへの強い憧れを大衆に楽しんで貰おうと考案されたからである。

## 取扱い店舗
- いなみや菓子店「バナナ菓子」（青森県弘前市）
- 甘榮堂「芳香バナナ[1]」（青森県青森市）
- 旭松堂「バナナ最中[2]」（青森県弘前市）
- 緋炉弥「バナナ最中[3]」（青森県弘前市）
- 煉屋菓子舗「煉屋バナナ」（秋田県大館市）

など